# A Géniusz
A Géniusz az ATV 2021. október 19-én indult saját fejlesztésű kvízvetélkedője. A műsor műsorvezetője Gundel Takács Gábor.

## Története
2021. május 8-án az ATV bejelentette, hogy egy új vetélkedőt indít, amelynek Gundel Takács Gábor lesz a műsorvezetője. A műsor 2021. október 19-én indult el.

## A műsor menete

### A játék célja és nyereménye
Bár az egyes évadok között kisebb változtatások történtek, a játék menete alapvetően ugyanaz maradt. Minden adás párbajokból áll, amelyben 2 ember mérkőzik meg egymással. A játékos célja, hogy minél több párbajt megnyerjen. Minden egyes győzelemmel játékban marad, és feljebb lép a nyereménytáblán, az ott található összeg fix nyereményt jelent, kiesése esetén azt viheti haza, viszont az 1. játszmájukat elvesztők üres kézzel kénytelenek távozni.
A játék bruttó nyereménytáblázata a megnyert párbajok szerint:
1. 500 000 Ft
2. 1 000 000 Ft
3. 1 500 000 Ft
4. 2 000 000 Ft
5. 2 500 000 Ft
6. 3 500 000 Ft
7. 4 500 000 Ft
8. 5 500 000 Ft
9. 7 000 000 Ft
10. 10 000 000 Ft

### A párbajok menete
Minden párbaj során 2 egymással szemben álló játékos mérkőzik meg egymással. A párbajgyőzelemhez 3 játszmát kell megnyerni, amelyekből kettő típus létezik. Minden kérdésre annak elhangzása után 5 másodperc áll rendelkezésre, ez alatt kell azonnal, tippelés nélkül elsőre megadni a helyes választ. A gondolkodási időn túli, vagy utólag javított válaszok sem elfogadhatóak itt. A lehetséges végeredmények a 3:0, 3:1 és 3:2.
A 3. évad során (Géniuszok Géniusza) a párbaj 4 nyert játszmáig tart - így 4:0, 4:1, 4:2 és 4:3 végeredmény is kialakulhat. 

#### Tematikus játszma
A tematikus játszmákban, amelyek a játék 1., 2. és esetleges 4. szettjei lehetnek, egyéni játékkal lehet pontot szerezni. Az 1. játszmát mindig a címvédő játékos kezdi, majd a továbbiakban mindig az éppen hátrányban lévőké a kezdési lehetőség. Itt a cél összesen 10 pont megszerzése, minden egyes jó válasz 1 pontot ér. Rossz válasz esetén nem jár levonás, ám az ellenfél rabolhat, és helyes válasz esetén ugyan pontot nem kap, de megszerzi a játékjogot. Ha egyik játékos sem felel helyesen, a játszma változás nélkül folytatódik. A kérdéseket 10 témakörbe csoportosították, melyek az alábbiak:
- Bulvár
- Életmód
- Élővilág
- Film és TV
- Földrajz
- Nyelv és irodalom
- Sport
- Történelem és közélet
- Tudomány és technika
- Zene

Minden játszmában 3 téma kerül előzetesen kiválasztásra, melyek nem ismétlődnek a mérkőzés során. Az első témát a gép sorsolja, viszont rablás esetén a válaszadási jogát elveszítő játékos választhat témát az ellenfelének, így fontos taktikai szerepe van annak, hogy mennyire ismerte ki őt. A tematikus blokkokban nincsen minimális pontkülönbség, 10:0 és 10:9-es végeredmény egyaránt előfordulhat. 

#### Villámkérdések
A villámkérdések a párbajok 3., és esetleges 5. játszmái lehetnek. A tudáson kívül a gyorsaság dönt, mivel nyomógombokkal lehet megszerezni a válaszadás jogát. Itt nincsen külön tematika, bármilyen témájú és nehézségű kérdés előfordulhat. A játékosoknak itt egymás ellen kell játszaniuk, a nyomógombot hamarabb lenyomó játékosé a válaszadási lehetőség, jó válasz esetén 1 pontot szerez, rossz válasz esetén viszont 1 pontot levonnak tőle. Itt nincs az ellenfélnek rablási lehetősége. Fontos, hogy a gombot csak a teljes kérdés elhangzását követő 5 másodpercben lehet lenyomni, a hamarabb nyomók ugyanis kizárják magukat az adott kérdésből, az óra leteltével pedig pont nélkül zárul a kör. A gombot előbb lenyomó, de 2 másodpercen belül nem válaszoló játékos is pontlevonásban részesül. A villámkérdéses játszma megnyeréséhez legalább 7 pontot kell elérni, ám itt minimum 2 pontos különbséggel kell nyerni. 6:6-os állásnál tehát folytatódik a játék egészen addig, míg ki nem alakul a 2 pontnyi különbség, amely akár a jó válasszal szerzett ponttal, akár a rossz válaszért járó pontlevonással elérhető. Itt nincsen elméleti határ, akár 16:14-es vagy ennél magasabb pontszámú végeredmény is kialakulhat.

#### "Szuperdöntő" (döntő játszma)
A 3. és 4. évad során a párbajok utolsó játszmái (tehát a 3. szezonban 3-3-as állásnál a 7. játszma, a 4. szezonban pedig 2-2-es állásnál az 5. játszma) úgynevezett "Szuperdöntő" rendszerben zajlanak - ez pontosan olyan formátumú, mint a Villámkérdések típusú nyomógombos játszma, ám ezúttal nem 7 pontig, hanem 3 percig tart a játék. A játszmát, és ezáltal a párbajt pedig az a játékos nyeri, akinek a 3 perc lejárta utána több pontja van (és ezúttal akár 1 pont előnnyel is lehet nyerni.)
Ha a 3 perc után is döntetlen lenne az állás, következik a "szétlövés", amikor egyetlen kérdést tesz fel a műsorvezető, és az a játékos jut tovább, aki helyes választ ad a kérdésre (vagy, ha az ellenfele ront.)  Ha az első kérdésre nem érkezik válasz, a műsorvezető újabb kérdést tesz fel, és a szétlövés így halad tovább egészen addig, amíg valamelyik kérdésre válasz nem érkezik, amely aztán eldönti a játékot.

## Évadok
| Évad | Évad | Részek száma | Részek száma | Eredeti sugárzás     | Eredeti sugárzás   | Eredeti adó |
| Évad | Évad | Részek száma | Részek száma | Évadbemutató         | Évadzáró           | Eredeti adó |
| ---- | ---- | ------------ | ------------ | -------------------- | ------------------ | ----------- |
|      | 1.   | 30           | 30           | 2021. október 19.    | 2021. december 23. |             |
|      | 2.   | 30           | 30           | 2022. szeptember 18. | 2022. december 25. |             |
|      | 3.   | 15           | 15           | 2023. szeptember 11. | 2023. december 18. |             |
|      | 4.   | 24           | 24           | 2024. szeptember 30. | 2024. december 17. |             |

## Díjai
| Év   | Díj                       | Díj                       | Jelölt              | Eredmény | Link  |
| ---- | ------------------------- | ------------------------- | ------------------- | -------- | ----- |
| 2022 | Televíziós Újságírók Díja | Legjobb férfi műsorvezető | Gundel Takács Gábor | Jelölve  |       |
| 2022 | Televíziós Újságírók Díja | Legjobb vetélkedő         | A Géniusz           | Elnyerte |       |
| 2023 | Televíziós Újságírók Díja | Legjobb vetélkedő         | A Géniusz           | Jelölve  |       |
| 2024 | Televíziós Újságírók Díja | Legjobb férfi műsorvezető | Gundel Takács Gábor | Jelölve  |       |
| 2024 | Televíziós Újságírók Díja | Legjobb vetélkedő         | A Géniusz           | Elnyerte |       |
| 2025 | Televíziós Újságírók Díja | Legjobb vetélkedő         | A Géniusz           | Jelölve  | [ 4 ] |
| 2025 | Televíziós Újságírók Díja | Legjobb férfi műsorvezető | Gundel Takács Gábor | Jelölve  | [ 4 ] |